# Afers
Afers (italienisch bzw. ladinisch: Eores) ist eine Fraktion der Gemeinde Brixen in Südtirol (Italien). Sie ist rund 15 km von Brixen entfernt und liegt im Aferer Tal an der Straße zum Kofeljoch und Würzjoch. Afers hat 621 (Volkszählung Im Jahr 2001) Einwohner und setzt sich aus mehreren kleinen Ortschaften zusammen, von denen St. Georg der Hauptort ist. In der Fraktion stehen zwei Kirchen: jene zum Heiligen Georg im Hauptort und jene zum Heiligen Jakob in der Örtlichkeit St. Jakob. In Palmschoß startet der Vallazza-Lift auf die Plose hinauf.

## Geschichte
Afers war ab 1920 eine eigene Gemeinde in Italien. Seit 1927 gehört Afers der Provinz Bozen an. 1929 wurde die Gemeinde Afers aufgelöst und der Gemeinde St. Andrä zugeschlagen, die wiederum seit 1941 zur Stadtgemeinde Brixen gehört. 
Im Jahr 2016 wurden die neue Grundschule und der Kindergarten (beide für die deutsche Sprachgruppe) im Dorfzentrum sowie das neue Feuerwehrhaus etwas außerhalb des Dorfkerns nahe der Tannheim-Reide feierlich eingeweiht.
Afers ist die einzige Fraktion Brixens, die über eine Eigenverwaltung verfügt.